# Distretto di Gerace
Il distretto di Gerace fu una suddivisione amministrativa, prima, del Regno di Napoli e, poi, del Regno delle Due Sicilie. Dal 1806 e fino alla fine del 1816, fu subordinata alla provincia di Calabria Ulteriore; successivamente e fino alla sua soppressione nel 1860, costituì un distretto della provincia di Calabria Ulteriore Prima.

## Istituzione e soppressione
Fu costituito nel con la legge 132 del 1806 Sulla divisione ed amministrazione delle province del Regno, varata l'8 agosto di quell'anno da Giuseppe Bonaparte. Con l'occupazione garibaldina e l'annessione al Regno di Sardegna del 1860, l'ente fu soppresso.

## Suddivisione in circondari
Il distretto era suddiviso in successivi livelli amministrativi gerarchicamente dipendenti dal precedente. Al livello immediatamente successivo, infatti, individuiamo i circondari, che, a loro volta, erano costituiti dai comuni, l'unità di base della struttura politico-amministrativa dello Stato moderno. A questi ultimi potevano far capo i villaggi, centri a carattere prevalentemente rurale.
I circondari del distretto di Gerace, prima della soppressione, ammontavano a dieci ed erano i seguenti:
- Circondario di Gerace:
Gerace, Antonimina, Canolo, Ciminà, Sant'Ilario (con il villaggio Condoianni), Portigliola
- Circondario di Siderno[5]:
Siderno (con i villaggi Marina di Siderno, Mirto, Salvi), Agnana
- Circondario di Ardore:
Ardore (con i villaggi Bombile, San Nicola), Benestare (con il villaggio Cirella), Bovalino, Careri (con il villaggio Natile), Platì
- Circondario di San Luca[6]:
San Luca, Bianco, Caraffa, Casignana, Precacore
- Circondario di Stilo:
Stilo, Bivongi, Camini, Monasterace, Pazzano, Riace, Stignano
- Circondario di Staiti:
Staiti, Brancaleone, Bruzzano (con il villaggio Motticella), Ferruzzano, Palizzi (con il villaggio Pietrapennata)
- Circondario di Castevetere:
Castevetere (con i villaggi Campoli, San Nicola), Placanica, Roccella
- Circondario di Gioiosa:
Gioiosa, Martone
- Circondario di Grotteria:
Grotteria, San Giovanni
- Circondario di Mammola[7]:
Mammola

Nel 1839 il distretto aveva 87.860 abitanti